# Pierre-Louis-Auguste de Crusy
Pierre-Louis-Auguste de Crusy, marqués de Marcillac, (Vauban, 9 de febrero de 1769 - París, 23 de diciembre de 1824) fue un oficial y escritor francés.
Fue lugarteniente en el regimiento de caballería Picardie, donde se convirtió en coronel en 1787.
Emigró tras la Revolución francesa y en 1792 fue encargado por los príncipes de negociar un préstamo de 2 millones en Holanda, misión que llevaría a buen fin. Hizo la campaña de 1792 como ayuda de campo de su tío de La Queuille y la de 1793 en el ejército del príncipe de Sajonia-Coburgo. Tras la toma de Valenciennes, pasó a España, donde sirvió en la legión del marqués de Saint-Simon y en el estado mayor del general Ventura.
En 1795 viaja a Inglaterra donde entra en contacto con Boumont, Georges Cadoudal, Frotté y otros monárquicos, viéndose envuelto en las intrigas del partido. Tras la unión de Rusia a la coalición contra Francia, se une al ejército de Suvórov.
Tras su vuelta a Francia, se une a los partidarios del Imperio y aceptó en 1812 la subprefectura de Villefranche (Aveyron). En 1814 se declaró contra la autoridad imperial cuando las tropas inglesas se acercaban.
Durante la Segunda restauración el duque de Angulema le da la prefectura de Aveyron, pero Luis XVIII de Francia no lo ratifica. De vuelta en París, Marcillac obtuvo la presidencia del primer consejo de guerra en la que mostró una gran severidad. Durante el tiempo en que estuvo en la oposición monárquica, colaboró en La Quotidiènne.
Tras finalizada la campaña de España, presentó dos planes de campaña y entró en calidad de coronel del estado mayor en el cuerpo del ejército del mariscal Moncey. De vuelta en París murió de una afección pulmonar.

## Obra
- Nouveaux voyage en Espagne (París, 1805)
- Aperçus sur le Biscaye, les Asturies et la Galice, et précis de la défense des frontières de Guipuscoa et de la Navarre (París, 1806)
- Histoire de la guerre entre la France et l'espagne pendant les années 1793, 1794 et 1795 (París, 1808)
- Histoire de la guerre en Espagne en 1823, campagne de Catalogne (París, 1824)
- Souvenirs de l'émigration, à l'usage de l'époque actuelle (París, 1825)